# 斯米萊 (盧甘斯克州)
斯米萊（烏克蘭語：Сміле）是位於烏克蘭東部的村莊，由盧甘斯克州阿尔切夫斯克区的濟莫戈里耶市鎮負責管轄。該村始建於1756年，面積1.33平方公里，海拔高度108米，2001年人口1,031，人口密度每平方公里776.9人。